# Самбука-Пістоїєзе
Самбука-Пістоїєзе (італ. Sambuca Pistoiese) — муніципалітет в Італії, у регіоні Тоскана,  провінція Пістоя.
Самбука-Пістоїєзе розташована на відстані близько 280 км на північний захід від Рима, 45 км на північний захід від Флоренції, 21 км на північ від Пістої.
Населення — 1673 особи (2014).

## Демографія
Населення за роками:

Станом на 1 січня 2023 року в муніципалітеті офіційно проживало 118 іноземців з 26 країн, серед них 38 громадян країн Євросоюзу та 1 громадянин України.

## Сусідні муніципалітети
- Камуньяно
- Кантагалло
- Кастель-ді-Казіо
- Гранальйоне
- Пістоя